# Arrondissement Barcelonnette
Barcelonnette is een arrondissement van het Franse departement Alpes-de-Haute-Provence in de regio Provence-Alpes-Côte d'Azur. De onderprefectuur is Barcelonnette.

## Kantons
Het arrondissement was tot 2014 samengesteld uit de volgende kantons:
- Kanton Barcelonnette
- Kanton Le Lauzet-Ubaye

Door de herindeling van de kantons bijdecreet van 24 februari 2014, met uitwerking op 22 maart 2015 werd het Kanton Le Lauzet-Ubaye ingelijfd bij het Kanton Barcelonnette. Kanton en arrondissement Barcelonnette vallen bijgevolg samen.